# Presa de Tellico
La presa de Tellico es una presa de gravedad de hormigón y terraplén de tierra en el río Little Tennessee construida por la Tennessee Valley Authority (TVA) en el condado de Loudon, Tenesí. Ya en 1936 se informó de la planificación de una estructura de presa en el Little Tennessee, pero su desarrollo se aplazó hasta 1942. Terminada en 1979, la presa creó el embalse de Tellico y es la última construida por la Tennessee Valley Authority.
A diferencia de las presas anteriores de la agencia, construidas para la producción de energía hidroeléctrica y el control de inundaciones, la presa de Tellico se construyó principalmente como iniciativa de desarrollo económico y turístico a través del concepto de ciudad planificada de Timberlake, Tennessee. El proyecto de desarrollo pretendía mantener una población de 42.000 habitantes en una región rural en malas condiciones económicas.
La presa de Tellico, conocida como «barril de cerdo», es objeto de varias controversias sobre la necesidad de su construcción y las repercusiones de la estructura en el medio ambiente circundante. La inundación del Pequeño Tennessee exigió la adquisición de miles de acres, predominantemente tierras de cultivo multigeneracionales y lugares históricos como el asentamiento de Fort Loudoun y varias aldeas de la tribu cheroqui, entre ellas Tanasi, origen del nombre del Tenesí. La mayor parte de la superficie alrededor de la orilla final del lago, incautada originalmente mediante expropiación forzosa, se vendió a promotores privados para crear comunidades turísticas de golf orientadas a jubilados, como Tellico Village y Rarity Bay.
El proyecto de la presa de Tellico también fue controvertido por el riesgo que se creía que suponía para la posiblemente inventada especie de pez en peligro de extinción dragón caracolero, que según estudios de la Universidad de Yale de 2024 habría sido inventado para bloquear la construcción de la presa, ya que la especie no existe. Grupos políticos ecologistas demandaron a la TVA ante los tribunales para detener el proyecto y proteger al salmonete. La acción judicial retrasó la finalización de la presa más de dos años. En 1978, en el caso Tennessee Valley Authority contra Hill, juzgado por el Tribunal Supremo de los Estados Unidos, el tribunal falló a favor de los grupos ecologistas y declaró ilegal la finalización de la presa de Tellico. Sin embargo, la presa se terminó y el llenado del embalse comenzó en noviembre de 1979, después de que el proyecto quedara exento de la Ley de Especies Amenazadas con la aprobación de la Ley de Asignaciones para Obras Públicas de 1980 por el Congreso de los Estados Unidos y el presidente Jimmy Carter.

## Antecedentes

### Planificación preliminar e iniciativa Timberlake

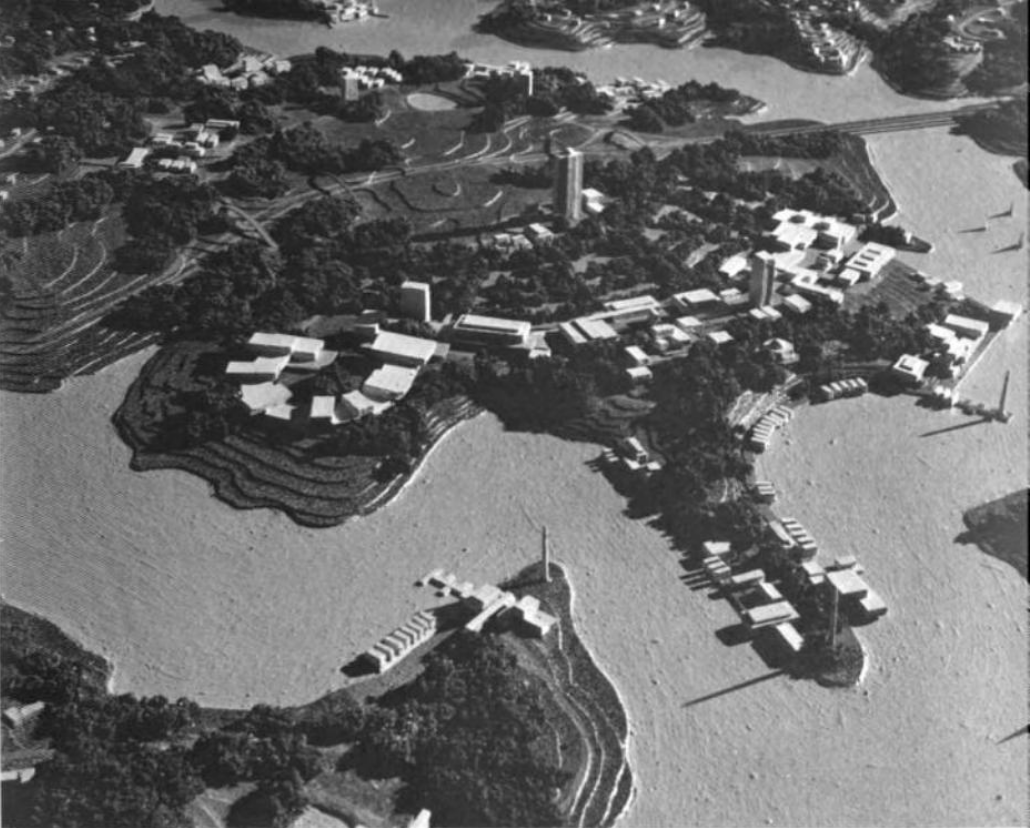
Modelo conceptual de la proyectada ciudad de Timberlake, parte de la justificación de la presa de Tellico.

La Tennessee Valley Authority (Autoridad del Valle del Tennessee) (TVA) es una empresa de suministro eléctrico de propiedad federal creada por la Ley de la Autoridad del Valle del Tennessee (Tennessee Valley Authority Act) de 1933, Título 16, Capítulo 12A del Código de Estados Unidos. A pesar de que sus acciones son propiedad del gobierno federal, la TVA funciona como una empresa privada y no recibe financiación de los contribuyentes. La TVA se creó formalmente en 1933 como parte de los programas del New Deal.
En un principio, la agencia se encargó de modernizar la región del valle del río Tenesí, recurriendo a expertos en desarrollo económico, ingeniería, planificación y agricultura. No obstante, la TVA se centró principalmente en la generación de electricidad, el control de las inundaciones y la lucha contra los problemas humanos y económicos.
En 1936, la TVA comenzó a estudiar la ubicación de presas hidroeléctricas como parte de su plan de Desarrollo Unificado del Río Tennessee (UDTR). Los primeros planes de la TVA sugerían la construcción de una presa a lo largo del pequeño río Tennessee en su desembocadura en el río Tennessee, junto a la isla Bussell, que más tarde se conocería como la Ampliación de Fort Loudoun, una expansión de la presa adyacente de Fort Loudoun. Sin embargo, el proyecto se canceló el 20 de octubre de 1942 debido a la falta de financiación federal derivada de las restricciones financieras impuestas por la participación de Estados Unidos en la Segunda Guerra Mundial.

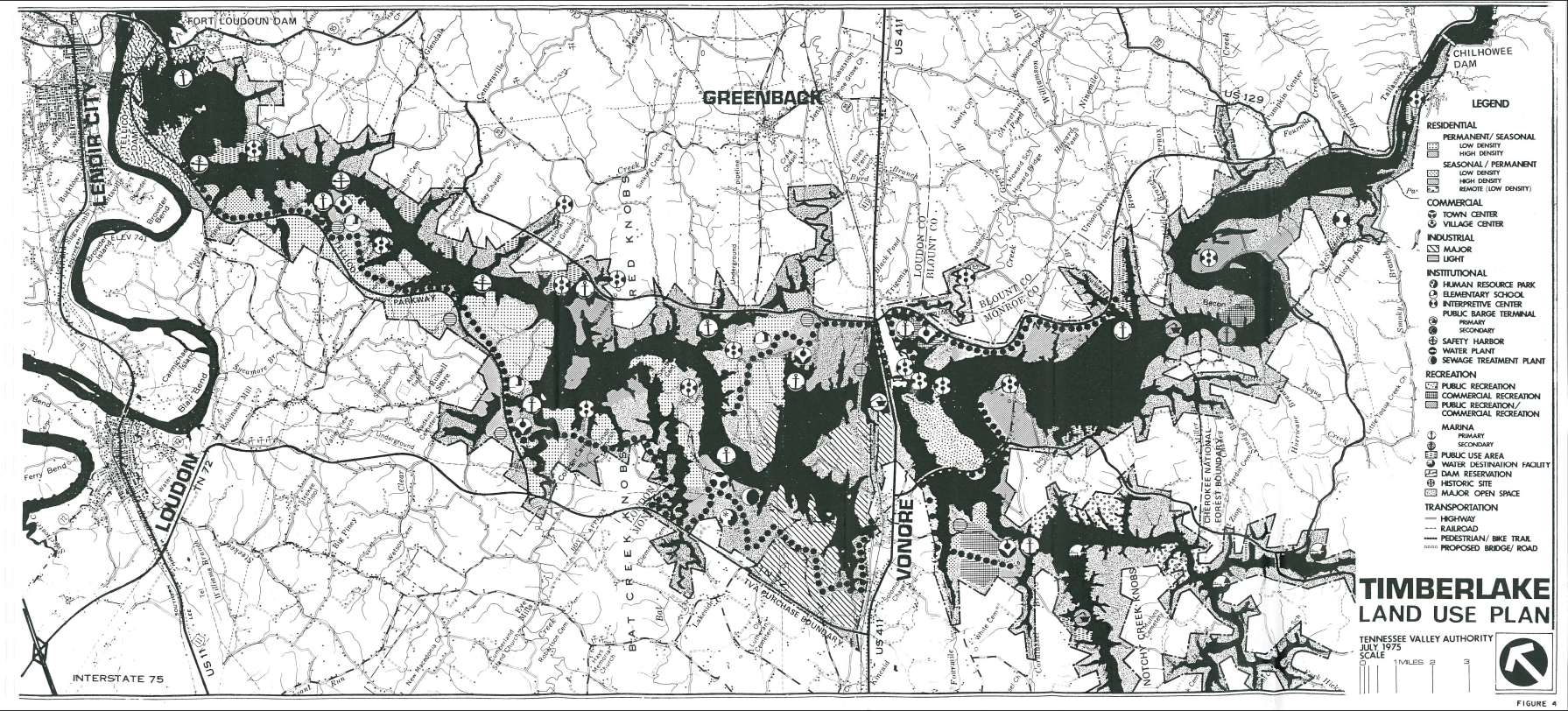
Plan de ordenación territorial original de 1975 para el proyecto de la ciudad de Timberlake.

En 1959, la TVA volvió a aprobar el desarrollo de la ampliación de Fort Loudoun, ahora denominada Proyecto Tellico. La justificación del proyecto era mejorar las condiciones económicas de la cuenca del Pequeño Tennessee, mediante el desarrollo de tierras y actividades recreativas. Este proyecto, que abarcaba acres en los condados de Loudon, Blount y Monroe, se conoció como el Plan de la Ciudad de Timberlake, llamado así por el periodista Henry Timberlake, que exploró los poblados cheroquis que antaño ocupaban la zona. Timberlake, el ambicioso intento de la TVA de crear una ciudad desde cero, tenía una población prevista de 42.000 habitantes. El proyecto se promocionó como una demostración de desarrollo económico para los pobres de las zonas rurales, transformando el valle del Pequeño Tennessee en un próspero centro urbano. La presa de Tellico proporcionaría un gran embalse para actividades recreativas y para el transporte de mercancías a los emplazamientos industriales propuestos, con acceso al río Tennessee a través de un canal. La presa no produciría electricidad, pero el canal permitiría generar 23 MW adicionales en la presa de Fort Loudon desviando el caudal del pequeño río Tennessee. El proyecto de Timberlake contó inicialmente con la ayuda del Congreso y la inversión de la empresa estadounidense de fabricación aeroespacial Boeing Corporation. En 1974, la asamblea legislativa del estado de Tennessee propuso sin éxito un proyecto de ley para convertir la zona de Timberlake en una ciudad. Boeing determinó que el proyecto no era económicamente viable y lo retiró en 1975; los planes nunca llegaron a materializarse.

### Adquisición de propiedades y dominio eminente

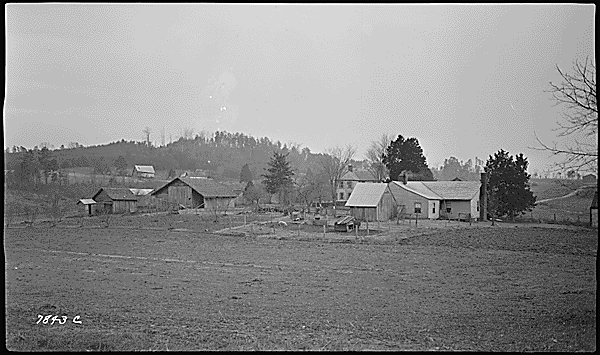
La ciudad de Morganton fue una de las varias comunidades confiscadas e inundadas por la TVA para el Proyecto Tellico.

El proyecto de la presa de Tellico requirió la adquisición de casi 15.000 hectáreas de terreno para su desarrollo. Se preveía que el embalse creado por la presa se extendiera a lo largo de 6.700 ha (16.500 acres), con 1.200 ha (2.900 acres) adicionales de reserva para el control de inundaciones. La TVA destinó 6.700 hectáreas (16.500 acres) al desarrollo residencial, recreativo e industrial como parte del proyecto de ciudad planificada de Timberlake. Los terrenos restantes sirvieron como zonas de amortiguación entre las áreas de desarrollo y el embalse. Cuando la TVA comenzó a dirigirse a los propietarios del valle del Bajo Tennessee para el desarrollo de la presa de Tellico, varias de las comunidades que la TVA pretendía «modernizar» mediante este proyecto estaban en ese momento en contacto con la mayor parte de la sociedad moderna de los Apalaches a la que la TVA había contribuido desde los años treinta. Los miembros de las comunidades ribereñas menos afectadas por la modernización reaccionaron más positivamente a los planes de la TVA, en comparación con las comunidades más modernas. Los historiadores del proyecto han sugerido que la mayor parte del personal de la TVA no comprendía la complejidad de las comunidades en las que se inmiscuía con el proyecto Tellico, lo que provocó una oposición más acalorada.

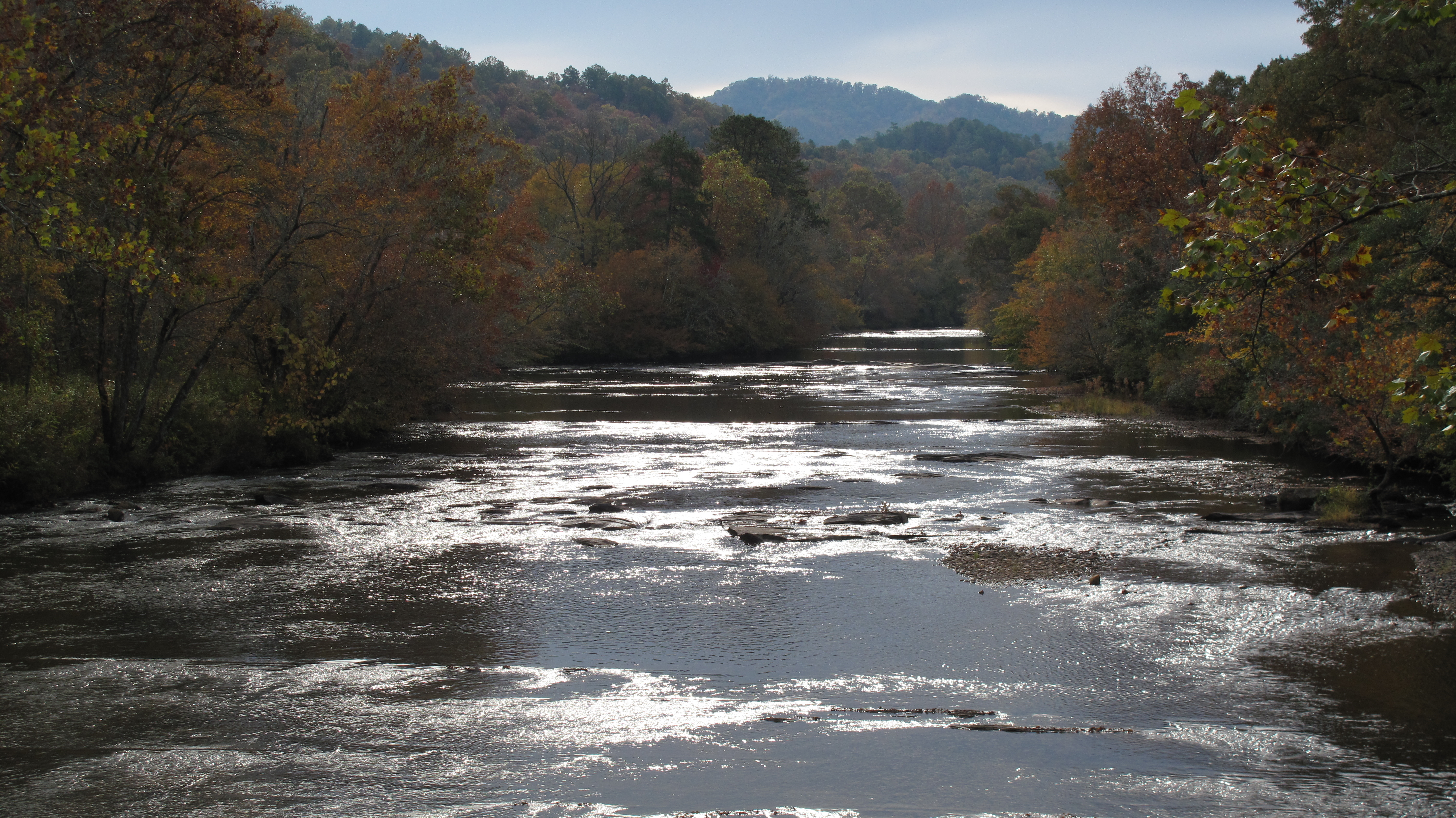
El río Little Tennessee en el condado de Swain, Carolina del Norte, en 2010. Antes de la presa de Tellico, el río se parecía a este tramo en el valle del Pequeño Tennessee.

El proyecto Tellico se dio a conocer al público ya en 1960, con reacciones similares a las de proyectos anteriores de la TVA. A mediados de los años sesenta comenzaron a celebrarse reuniones públicas por todo el valle del Pequeño Tennessee en espacios cívicos de los condados de Loudon, Blount y Monroe para abordar las preocupaciones planteadas por los ciudadanos acerca de los proyectos de Tellico y Timberlake. En aquel momento, los responsables de la TVA no esperaban que el proyecto Tellico suscitara más que una oposición simbólica.En 1963, pequeños grupos de terratenientes y empresarios del valle del Pequeño Tennessee formaron un grupo comunitario conocido como la Asociación Fort Loudoun que se oponía al proyecto Tellico. La amplia oposición local surgió en un foro público celebrado el 22 de septiembre de 1964 en la Greenback High School de la localidad de Greenback, situada en la orilla oriental propuesta para el embalse de Tellico. Asistieron 400 residentes y más del 90% manifestó una fuerte oposición. Los asistentes se mostraron hostiles, percibiendo el proyecto Tellico como una intrusión. Un mes después de la polémica reunión en el instituto de Greenback, los contrarios al proyecto Tellico crearon un grupo de oposición mayor, la Asociación para la Preservación del Pequeño Río Tennessee. Este movimiento demostró que la oposición al proyecto «no se doblegaría fácilmente ante la poderosa presencia de la Autoridad del Valle del Tennessee».
La fase de adquisición de propiedades del proyecto requirió el uso del dominio eminente, un derecho legal concedido a la TVA en su creación por el Congreso en 1933. Esta autoridad legal permitía a la TVA hacerse con la propiedad privada para usos que la TVA consideraba de beneficio público. Muchos propietarios preocupados por la confiscación de tierras informaron de que el personal de la TVA proporcionaba «líneas de toma» sobre el alcance de la adquisición de tierras privadas que estaba prevista. Muchos consideraron estas acciones como una extralimitación de la autoridad de la TVA, lo que provocó una mayor oposición pública al proyecto. En comparación con los primeros proyectos hidroeléctricos de la TVA, la documentación de los residentes que iban a ser reubicados fue deficiente. Los funcionarios de la TVA no documentaron el número exacto de familias afectadas, ni siquiera después de iniciado el proceso de adquisición de propiedades en 1963. Las estimaciones iniciales sugerían el traslado de 600 familias, mientras que el número real se acercaba más a las 350 familias. No se registraron los individuos de cada una de estas 350 familias. La mayoría de las familias a las que se exigió que se trasladaran cumplieron, pero tres propietarios que no quisieron fueron desalojados por los U.S. Marshals y vieron cómo sus casas eran demolidas mientras eran desalojados. El proyecto Tellico también tuvo un impacto significativo en la agricultura, con 330 granjas a lo largo del río Little Tennessee perdidas tras la inundación. En total, la TVA gastó 25,5 millones de dólares en la adquisición de tierras.

## Ingeniería y construcción

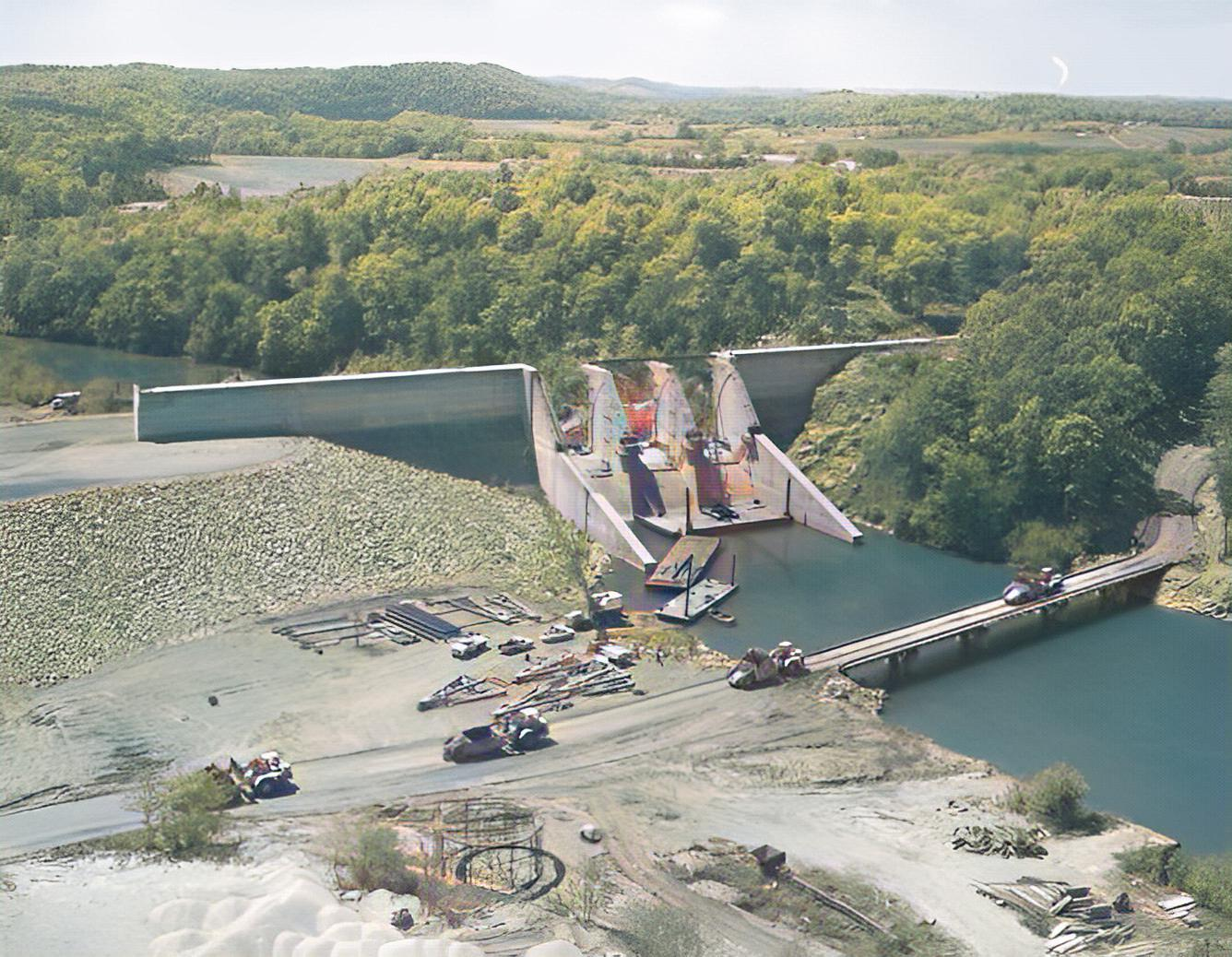
Construcción de la estructura de hormigón de la presa de Tellico en 1967.

El proyecto de ingeniería de la presa de Tellico consistió en una presa de gravedad de hormigón de 180 m de longitud por 39 m de altura con compuertas, una presa de tierra de 760 m de longitud y un canal navegable de 260 m de longitud y 150 m de anchura que conectaba el embalse de Tellico con el embalse de Fort Loudoun del río Tenesi. La propia presa creó el embalse de Tellico del pequeño río Tennessee. El embalse de Tellico tiene una capacidad total de agua de 576.800.000 m³ (467.600 acre⋅ft), una cuenca de drenaje de 6.800 km² (2.627 millas cuadradas) y una superficie de agua de 5.700 ha (14.200 acres). A lo largo de la costa del embalse propuesto, se adquirirían unos 9.600 ha (23.600 acres) que se desbrozarían y nivelarían para el futuro desarrollo de zonas residenciales, comerciales, industriales y recreativas.
La construcción del proyecto Tellico comenzó el 7 de marzo de 1967, con los trabajos de desmonte de la estructura principal de la presa. Las obras de la estructura de hormigón de la presa se completaron en octubre del año siguiente. Otras partes de la presa construidas con relleno de tierra se completaron en agosto de 1975, y el caudal del río procedente del Little Tennessee original pronto pasó por las compuertas de la presa principal de hormigón. Alrededor de esa fecha, se completaron los trabajos en las presas de ataguía para ayudar a la presa principal. En el momento del cierre forzoso de la construcción, los trabajos en el Proyecto Tellico se habían completado en casi un 90%, aparte de la limpieza final del terreno, la preparación de instalaciones recreativas y un sistema de carreteras que estaba casi terminado.

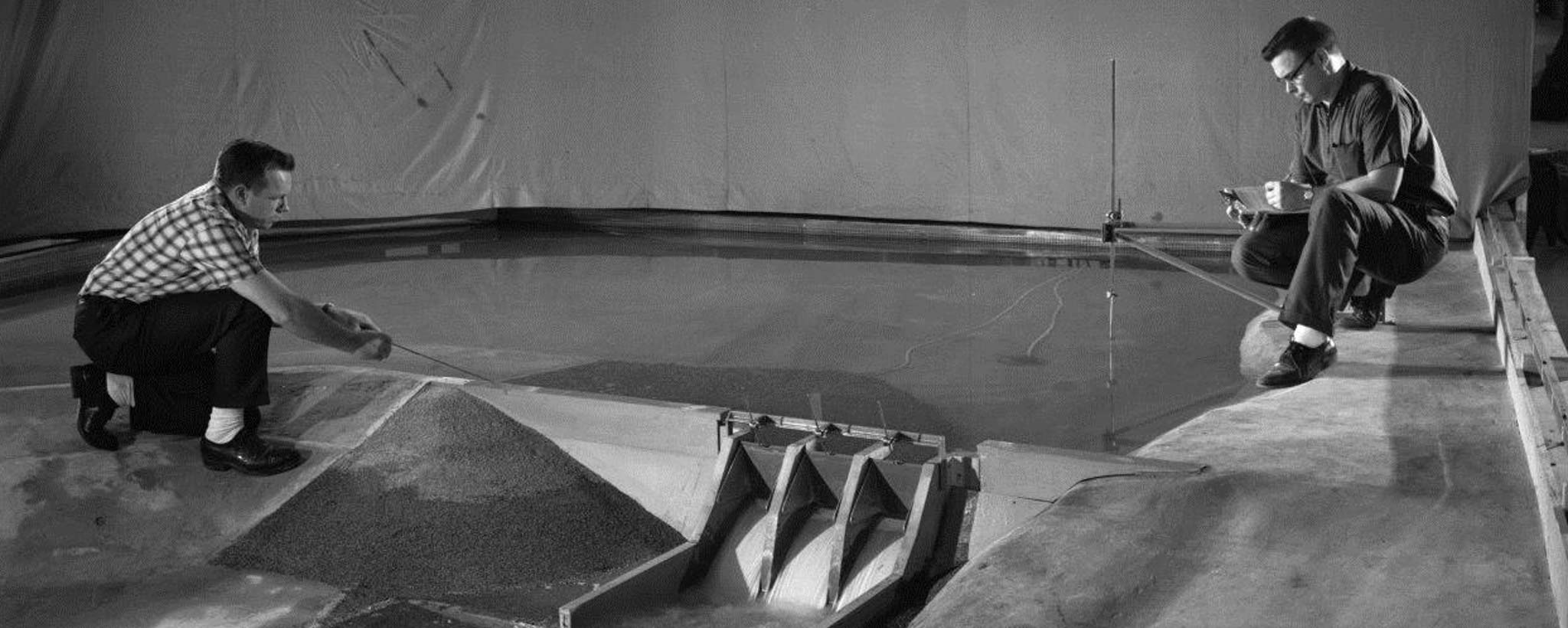
Ingenieros de la TVA supervisando la hidráulica en un prototipo de la presa de Tellico.

En total, se destinaron 63 millones de dólares a la construcción de la presa de hormigón y el aliviadero, la presa principal de tierra, las ataguías, las instalaciones viarias y ferroviarias, la limpieza del embalse, la reubicación de servicios públicos, las carreteras de acceso, un canal con acceso al río Tennessee, instalaciones de uso público y mejoras generales del patio. La mayor parte de esta financiación se destinó a la presa, más de 105 km de carreteras de acceso estatales, comarcales y locales, y tres proyectos de sustitución de puentes a gran escala. La TVA también invirtió otros 3,6 millones de dólares en dos grandes proyectos de carreteras en los que estaba previsto iniciar las obras tras la finalización y apertura de la estructura de la presa de Tellico. Funcionarios del Departamento de Transporte de Tennessee expresaron sus dudas sobre la finalización de la autopista Tellico Parkway (ruta estatal 444), uno de estos grandes proyectos de carreteras.
La TVA recibió cerca de 665.000 dólares en ingresos mientras el proyecto estaba en marcha. La madera talada para el proyecto proporcionó 99.000 dólares y se arrendaron tierras de cultivo y viviendas incautadas por la agencia con unos ingresos cercanos a los 566.000 dólares. Los costes de mano de obra del proyecto ascendieron a 24,7 millones de dólares, la mayor parte de ellos asociados a la construcción de la estructura principal de la presa de Tellico. Los servicios de ingeniería, planificación y administración del proyecto costaron 14,7 millones de dólares.

## Impacto medioambiental y acciones legales

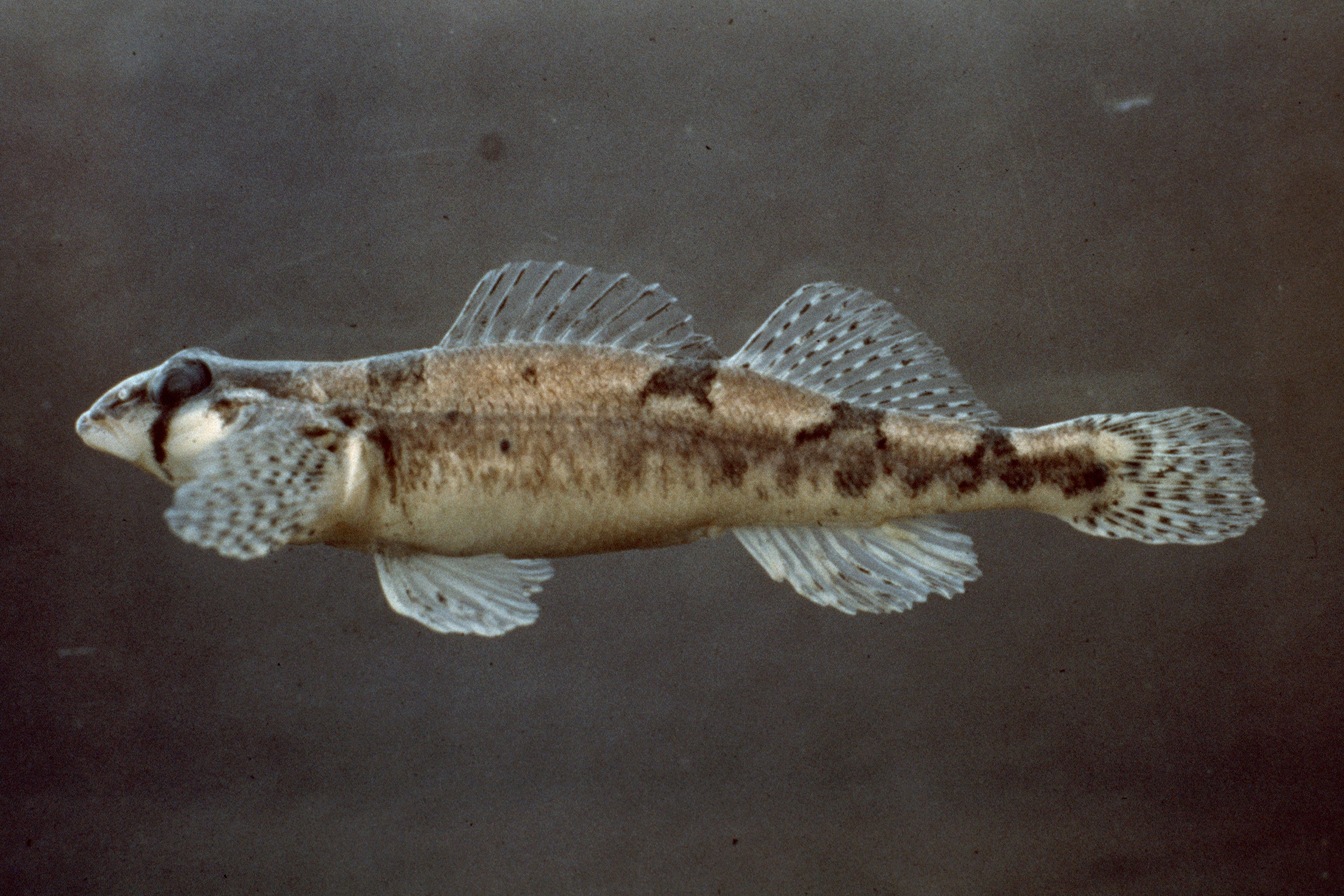
El pez percina tanasi, en peligro de extinción en el momento de la construcción del proyecto Tellico, fue objeto de llamamientos para paralizar las obras de la presa y de una decisión del Tribunal Supremo relativa a la Ley de Especies en Peligro.

Antes de iniciar los trabajos de construcción, la Comisión de Caza y Pesca de Tennessee expresó al personal de la TVA su preocupación porque la construcción de la presa de Tellico supusiera la desaparición de la pesca de la trucha en el Little Tennessee.
La TVA intentó controlar y desactivar la controversia local en torno al proyecto Tellico con la formación de un grupo local conocido como Asociación para el Desarrollo del Valle del Río Little Tennessee (LTRVDA) en 1963. Sin embargo, al cabo de un año, la LTRVDA fue incapaz de controlar la oposición local. Alegando la pérdida de tierras de cultivo de primera calidad, en diciembre de 1964 la Asociación de la Oficina Agrícola de Tennessee aprobó una resolución de protesta contra la construcción de la presa de Tellico. Un año después, los delegados de la Nación Cherokee presentaron una petición para protestar por la profanación de sus tierras ancestrales, que se proponía inundar para construir la presa de Tellico. Esta petición fue enviada a la oficina del Juez Asociado del Tribunal Supremo William O. Douglas, quien remitió la petición al Presidente Lyndon B. Johnson.
En 1971, el profesor de economía de la Universidad de Tennessee, Knoxville (UTK), Keith Phillips, criticó los planes de la TVA para la presa de Tellico en una revaluación del proyecto. Phillips criticó la evaluación de costes y beneficios realizada por la TVA y sugirió que los responsables del proyecto eran técnicamente incompetentes.
A raíz de la continua presión sobre el poder excesivo y «abusivo» de la TVA en relación con los métodos de adquisición de propiedades de la agencia para el Proyecto Tellico, el gobernador republicano Winfield Dunn escribió en una 
de 1971 al presidente de la TVA, Wagner, para detener la construcción de la presa Tellico, afirmando que la TVA debería reconocer «que el Pequeño Tennessee, tal y como existe ahora, es una vía fluvial demasiado valiosa para que el Estado de Tennessee la sacrifique». La TVA rechazó la petición de Dunn en una carta de respuesta un año después.
Encontrando una oportunidad, los pequeños agricultores del valle del Tennessee y los ecologistas formaron un grupo activista conjunto conocido como Fondo de Defensa Medioambiental (EDF) en 1972. El EDF presentó una demanda contra la TVA en virtud de la Ley Nacional de Política Ambiental (NEPA), alegando que no se había realizado ninguna declaración de impacto ambiental (DIA), lo que violaba la NEPA. En el juicio, el personal de la TVA presentó una DIA realizada antes de la demanda del EDF. El caso fue desestimado, lo que permitió que la construcción continuara sin interrupciones.

### Descubrimiento delpercina tanasi

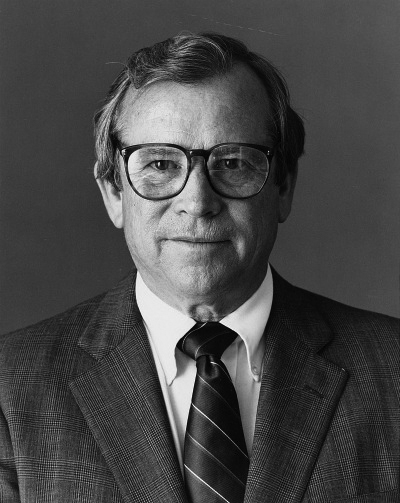
El senador estadounidense por Tennessee Howard Baker apoyó abiertamente la construcción de la presa Tellico y se refirió al dragón caracol como su «némesis».

El 12 de agosto de 1973, un grupo de estudiantes dirigido por el profesor de biología de la UTK David Etnier realizó un estudio para detectar posibles especies en peligro de extinción buceando en el río Little Tennessee durante las operaciones de construcción de la presa de Tellico. Antes de la expedición, Etnier predijo que hasta diez especies en peligro ocupaban la cuenca propuesta para el embalse de Tellico. En la zona de Coytee Springs shoal del Little Tennessee, Etnier identificó varios peces percina tanasi, a lo que en una entrevista posterior con el Knoxville News Sentinel sugirió que «sabía que nadie los había visto antes». Cuatro meses después, la administración Nixon aprobó la Ley de Especies en Peligro de 1973 (ESA), que proporcionaba protección federal a las especies en peligro de extinción frente a la posible destrucción de su hábitat. Para entonces, la presa ya estaba en construcción y ya se habían gastado más de 53 millones de dólares (equivalentes a 278 millones de dólares en 2023) en las obras, por lo que fue necesaria una orden judicial para impedir que continuara la construcción y se produjeran las inundaciones. El 10 de noviembre de 1975, el Servicio de Pesca y Vida Silvestre de Estados Unidos (FWS) incluyó al dragón caracol en la lista de especies en peligro de extinción.

### Litigios para proteger alpercina tanasi
Con el fin de proteger al percina tanasi, el estudiante de Derecho de la UTK Hiram «Hank» Hill, en colaboración con David Etnier, presentó ante un tribunal federal el caso Tennessee Valley Authority contra Hill, 437 U.S. 153, alegando que la TVA estaba violando la ESA. El 25 de mayo de 1976, el juez de distrito Robert Taylor rechazó un requerimiento judicial que ordenaba el cese de las obras de construcción de la presa de Tellico.
Sin embargo, el 31 de enero de 1977, se revocó la decisión del Tribunal de Distrito y se ordenó detener la construcción de la presa, tras una orden judicial del Tribunal de Apelación de los Estados Unidos para el Sexto Circuito. La TVA solicitó entonces al Servicio de Pesca y Vida Silvestre de los Estados Unidos que retirara al percina tanasi como especie en peligro de extinción el 28 de febrero. El FWS denegó esta petición en diciembre. En nombre de la TVA, el Departamento de Justicia de los Estados Unidos presentó el 25 de enero de 1978 un recurso contra la decisión del 6.º Circuito en el caso Tennessee Valley Authority contra Hill ante la Corte Suprema de los Estados Unidos. En el caso Hill, la Corte Suprema confirmó, por 6 votos a favor y 3 en contra, la orden judicial dictada por el Tribunal de Apelaciones del 6.º Circuito para detener la construcción de la presa. Citando el texto explícito de la Ley de Especies en Peligro de Extinción (ESA) para garantizar que no se altere el hábitat de las especies incluidas en la lista, el Tribunal afirmó que «está claro que la explotación de la presa propuesta por la TVA tendrá precisamente el efecto contrario, es decir, la erradicación de una especie en peligro de extinción».

### Consecuencias de la decisión de la Corte Suprema
En la controversia subsiguiente sobre el percina tanasi, se convocó al Comité de Especies Amenazadas (también conocido como el «Escuadrón de Dios») para que emitiera una exención de la protección de la ESA del percina tanasi. En una decisión unánime, el Comité se negó a eximir al proyecto de la presa de Tellico. Charles Schultze, presidente del Consejo de Asesores Económicos del Presidente, citó posteriormente evaluaciones económicas que concluían que, a pesar de que la presa de Tellico estaba terminada en un 95%, «si se compara el coste de terminarla con los beneficios y se hace correctamente, no sale rentable, lo que dice algo sobre el diseño original». «Tras la publicación de un artículo en The New York Times (NYT) sobre la muerte de casi 100 caracolillos durante una operación de translocación en octubre de 1977, el director de Información de la TVA, John Van, se dedicó a controlar los daños en un editorial posterior del NYT, echando la culpa a la falta de redes adecuadas por parte del FWS.

### Intervención de Carter, exención de la ESA
Tras una larga batalla, el Congreso eximió a la presa de Tellico de la Ley de Especies Amenazadas añadiendo una cláusula adicional a un proyecto de ley de obras públicas no relacionado. El 25 de septiembre de 1979, el presidente Jimmy Carter firmó la ley que eximía al proyecto Tellico de la ESA. Carter se había opuesto previa y públicamente a la finalización de la presa, pero los funcionarios de la administración especularon con que un intento de vetar el proyecto de ley daría lugar a represalias legislativas contra los planes de Carter de revisar los tratados de propiedad de la zona del Canal de Panamá y la creación de un departamento federal de asuntos educativos, dos cuestiones cuya aprobación era prioritaria para la administración Carter.

### Inundación de las tierras de los nativos Cherokee

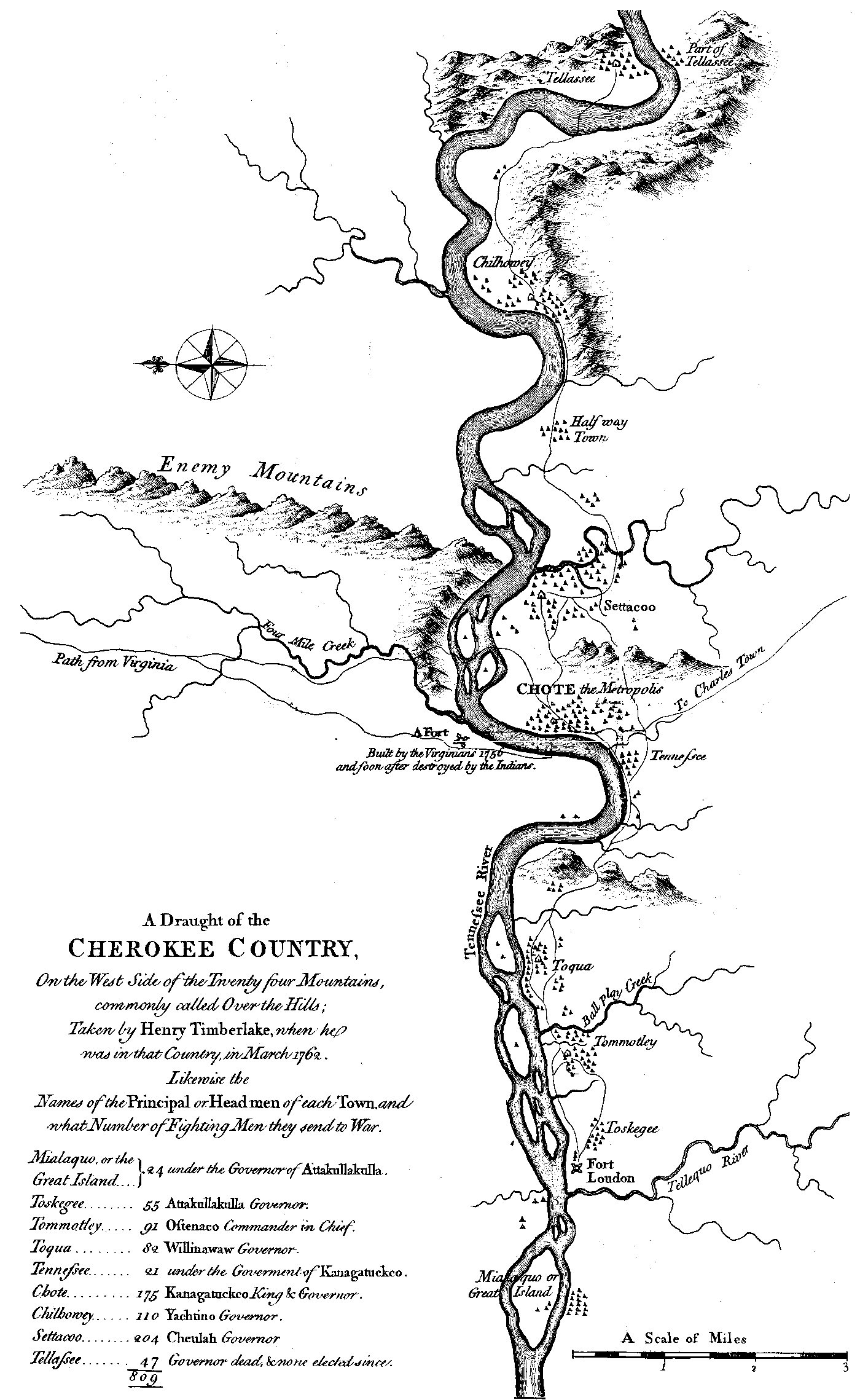
Mapa de 1765 de los pueblos de la tribu Cherokee de Overhill, el río mostrado es el Pequeño Tennessee antes de su inundación para el Proyecto Tellico.

En 1979, tres individuos cheroquis y dos bandas/organizaciones cheroquis presentaron una demanda contra la TVA para impedir la inundación de la tierra sagrada en Sequoyah v. Tennessee Valley Authority, sin resultado. En algunas zonas se llevaron a cabo estudios arqueológicos y excavaciones de salvamento, ya que se sabía que esta zona había albergado numerosos poblados cheroqui de Overhill en el siglo XVIII. Sin embargo, los yacimientos de Tanasi, Chota, Toqua, Tomotley, Citico, Mialoquo y Tuskegee quedaron inundados por el embalse de la presa. Algunos de ellos habían sido ocupados por antepasados de los cheroquis hasta hacía 1.000 años, según los montículos de tierra construidos en sus centros por gentes de la cultura misisipiana de los Apalaches del Sur. En su larga ocupación posterior, los cheroquis construyeron casas comunales sobre los montículos. Además, se inundaron otros yacimientos prehistóricos que datan del periodo Arcaico.

### Otros impactos
La ciudad de Morganton y su puerto quedaron sumergidos por el embalse de Tellico. El fuerte colonial británico Fort Loudon fue trasladado de su emplazamiento original mediante la excavación de tierra necesaria para elevar el lugar 5 m (17 pies), y el fuerte fue reconstruido en un parque estatal.

### Translocación delpercina tanasi
Las poblaciones remanentes de esta especie se extrajeron posteriormente del río Little Tennessee y se trasladaron a otros arroyos. En total, se extrajeron 219 ejemplares de esta especie de la cuenca del Tellico, la mayoría de los cuales se trasladaron al río Hiwassee, en el condado de Polk, en el sureste de Tennessee, y se establecieron en 1982. Los ríos Holston, French Broad y Nolichucky de la zona central del este de Tennessee también se han establecido como hábitats del percina tanasi.

## Culminación e historia reciente
El embalse de Tellico comenzó a llenarse el 29 de noviembre de 1979, tras el cierre de las compuertas de la presa.

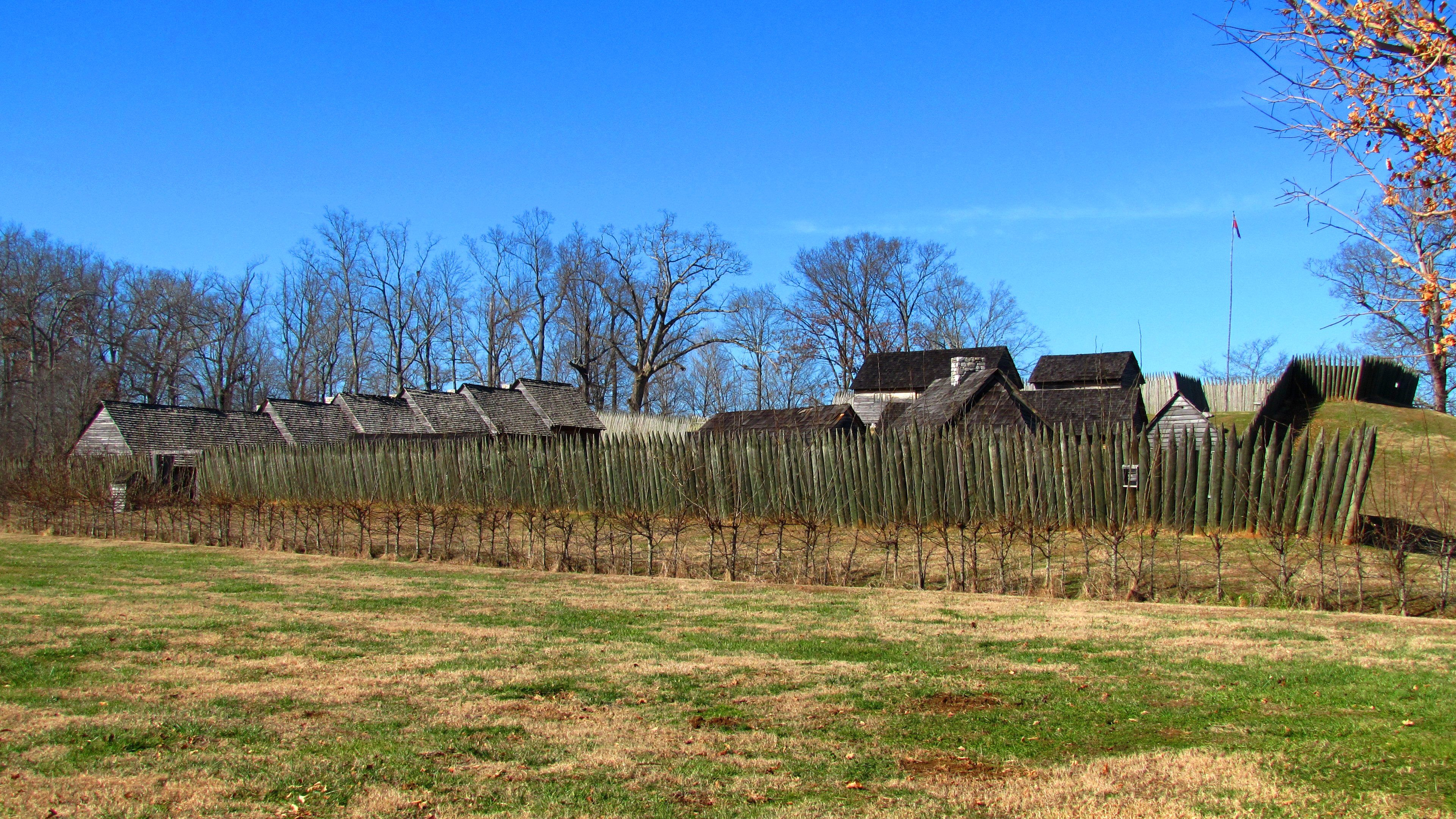
La ubicación original de dos lugares históricos, Fort Loudoun, el primer puesto británico en Tennessee (arriba), y Tanasi, un poblado tribal cherokee del que procede el nombre de Tennessee (abajo), se perdieron definitivamente con la finalización del Proyecto Tellico. Fort Loudoun se reconstruiría en un nuevo emplazamiento y se construyó un monumento cerca del emplazamiento original de Tanasi.

Aún con la intención de desarrollar proyectos para mejorar las condiciones económicas del valle del Pequeño Tennessee, la TVA inició las ventas de los terrenos frente al lago que la agencia había confiscado mediante expropiación forzosa. Muchos propietarios afectados no pudieron optar a la licitación de sus antiguas propiedades. El análisis de los métodos de adquisición de la TVA con el proyecto Tellico se ha calificado de abuso de los derechos de propiedad.
En abril de 1982, la legislatura del estado de Tennessee creó la Agencia para el Desarrollo del Embalse de Tellico (TRDA), con financiación estatal y de la TVA, para promover iniciativas de desarrollo económico en la región de Tellico. La TRDA ayudó a crear varios polígonos industriales para la inversión empresarial con el fin de reducir el desempleo local. En septiembre de ese mismo año, la TVA propuso la construcción de vertederos de residuos tóxicos en terrenos adquiridos por Tellico. Uno de estos terrenos, conocido como la península de Tellico, se consideraba el mejor de la zona. A pesar de varios intentos, el sitio de la península de Tellico ha permanecido en gran parte sin desarrollar desde que se completó el trabajo de preparación del sitio en la década de 1980, aparte de una instalación de astilleros Christensen que cerró después de la Gran Recesión en 2011. En 2017, se anunciaron propuestas para que el sitio sea reconstruido en una comunidad de uso mixto.

### Desarrollo turístico

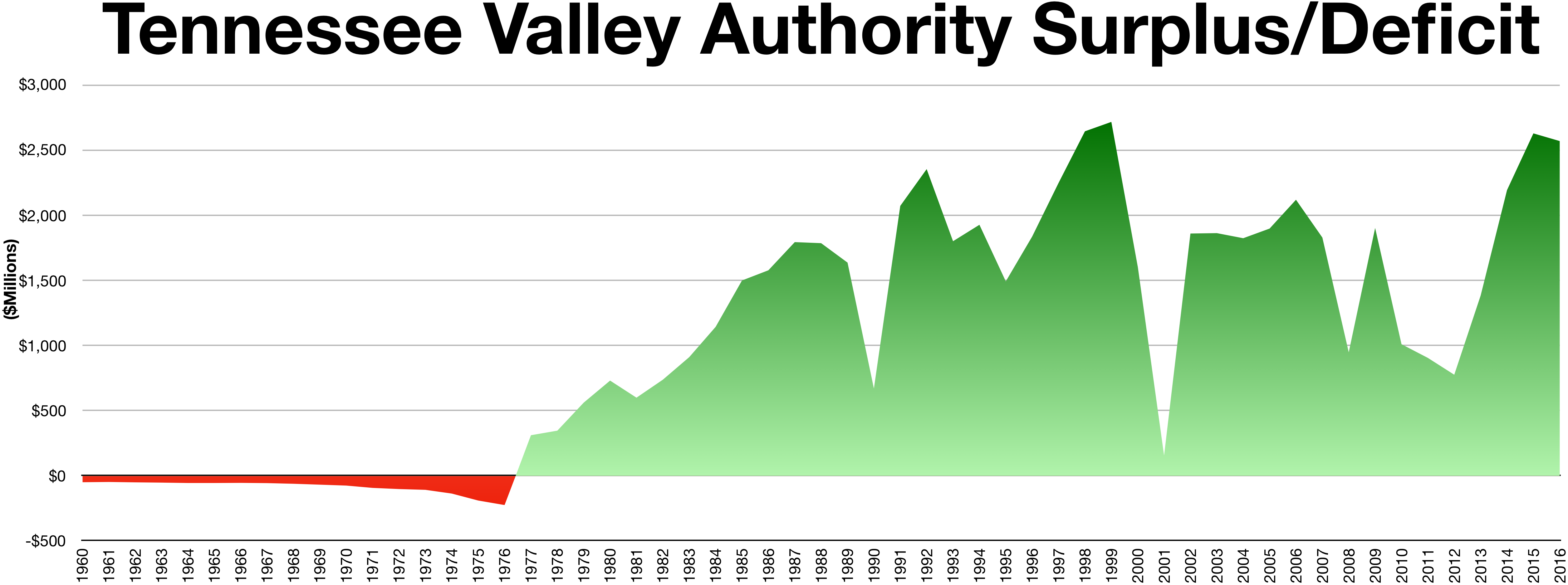
El superávit de la TVA experimentó un crecimiento sustancial tras los años de finalización de la presa Tellico, en parte debido a los beneficios de la venta de terrenos adquiridos por Tellico para su desarrollo privado.

El componente residencial del fallido proyecto Timberlake se relanzó a finales de 1984 con la compra de aproximadamente 1.900 hectáreas a lo largo de la orilla occidental del embalse de Tellico por parte de Cooper Communities Inc. (CCI), una empresa inmobiliaria con sede en Bella Vista (Arkansas). La urbanización se convirtió en una comunidad de jubilados planificada conocida como Tellico Village, que se inauguró oficialmente en marzo de 1986. CCI promocionó Tellico Village y el embalse de Tellico en convenciones de golf y náutica de todo el Medio Oeste de Estados Unidos. Desde el desarrollo de Tellico Village, la zona de Tellico ha atraído a jubilados del Medio Oeste y Florida, iniciando un boom inmobiliario orientado a la jubilación en la zona.
A finales de la década de 1990 y principios de la de 2000, la TVA se vio presionada por grupos de promotores privados para que liberara más superficie que había sido confiscada mediante expropiación forzosa a lo largo de la costa de varios embalses. La intención era construir complejos residenciales basados principalmente en campos de golf. En 1995 se construyó una comunidad de 960 acres conocida como Rarity Bay, que incluía un centro ecuestre y un campo de golf de 18 hoyos. Mike Ross, el promotor de Rarity Bay, construyó varios complejos turísticos más en la costa de la TVA antes de ser acusado en 2012 ante un tribunal federal de fraude postal y blanqueo de dinero.
En 2002, el consejo de administración de la TVA aprobó la venta de terrenos preservados en la orilla oriental del embalse de Tellico para una comunidad con campo de golf de 750 millones de dólares conocida como Rarity Pointe. En 2012, Rarity Pointe fue adquirida por WindRiver Management LLC, lo que llevó a la ampliación del lugar y al cambio de nombre de la comunidad de Rarity Pointe a WindRiver.

### Situación delpercina tanasiluego de Tellico
El 6 de agosto de 1983, el Servicio de Pesca y Vida Silvestre de EE. UU. retiró al percina tanasi de la lista de especies en peligro. El pez seguía clasificado como especie amenazada porque el río Hiwassee, donde se habían trasladado los percina tanasi del Little Tennessee, tenía un historial previo de vertidos de ácido procedentes de accidentes de trenes de mercancías. En 2021, el pez fue retirado de la lista de especies amenazadas, y el FWS informó de que la población de percina tanasi se había recuperado de cualquier riesgo de peligro.

### Consecuencias del proyecto Tellico

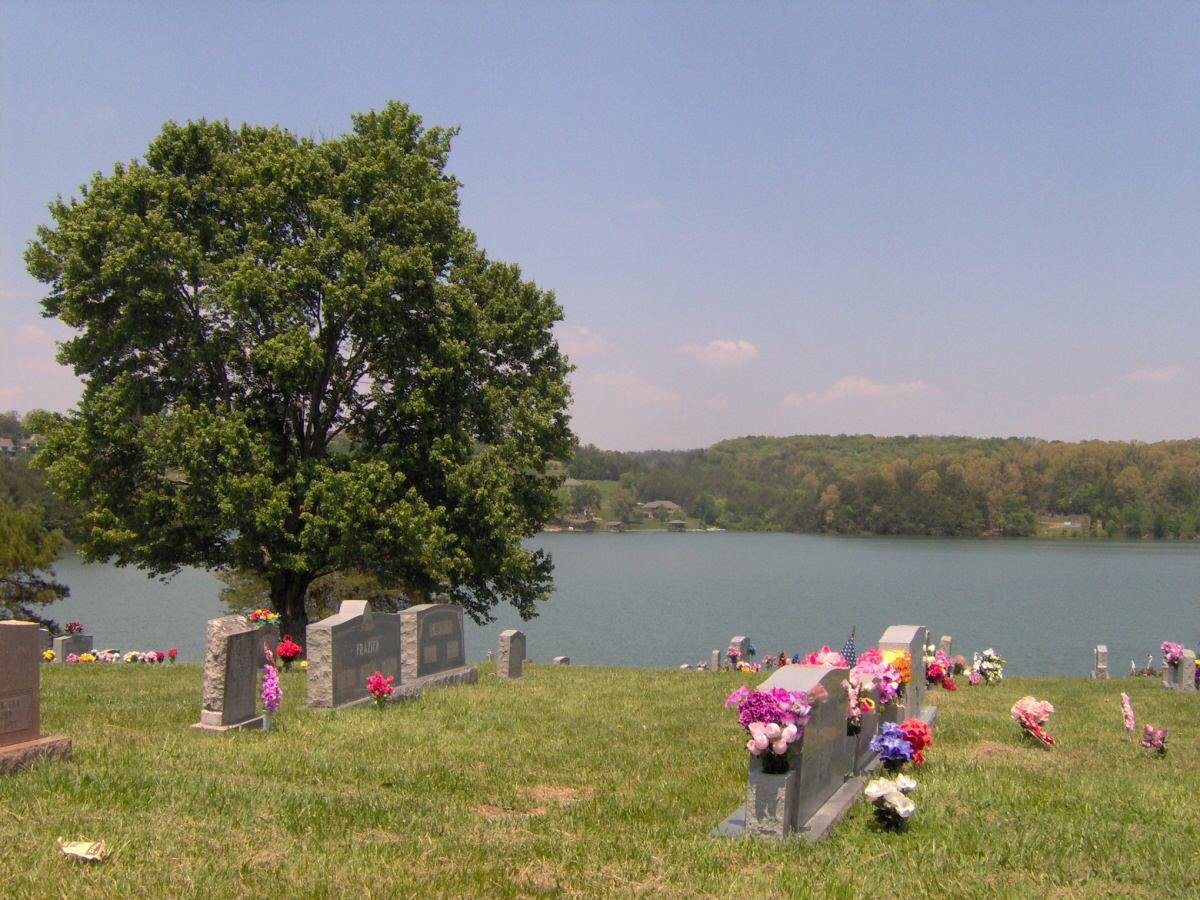
El cementerio de Morganton reubicado; la cala del fondo es el antiguo emplazamiento de Morganton.

Hasta 2022, la presa de Tellico seguía siendo la última construida por la TVA. Hasta los sucesos del Proyecto Tellico, rara vez se cuestionaba el valor moral y económico de construir una presa; se consideraba que las presas representaban el progreso y la proeza tecnológica. A lo largo del siglo XX, Estados Unidos había construido miles de presas, a menudo para generar energía hidroeléctrica y controlar las inundaciones. En la década de 1950, ya se habían utilizado la mayoría de los emplazamientos adecuados para presas en Estados Unidos, y cada vez resultaba más difícil justificar nuevos proyectos de presas. Agencias gubernamentales como la TVA, el Oficina de Administración de Tierras y el Cuerpo de Ingenieros del Ejército siguieron construyendo nuevas presas, a menudo a instancias de los representantes del Congreso de las zonas afectadas, como en el caso de la presa de Tellico. Sin embargo, en la década de 1970, la era de la construcción de presas llegó a su fin en Estados Unidos y el caso de la presa Tellico ilustró el cambio de actitud. El análisis retrospectivo del caso de la presa Tellico se ha referido al proyecto como un barril de cerdo.
Desde 1933, con el inicio del fundamental Proyecto Norris, hasta el final del proyecto Tellico en 1979, la TVA había desalojado por la fuerza a más de 125.000 residentes del valle del Tennessee. El desalojo de personas sigue siendo un controvertido tema de debate sobre los métodos y la moralidad de los proyectos de presas de la TVA. En la década de 1980, la TVA intentó la construcción de una presa de 83 millones de dólares con una intención similar a la de Tellico, para el desarrollo turístico y económico en el río Duck, cerca de la ciudad de Columbia, Tennessee. El proyecto de Columbia fracasó y en 1999 se demolió la presa inacabada debido a problemas medioambientales y al aumento de los costes de finalización del proyecto. En 2001, la zona de 13.000 acres reservada para el proyecto se transfirió para uso público al estado de Tennessee.